# 生理盐水
生理盐水（生理食鹽液、生理食鹽水），生理学或临床上常用的渗透压与动物或人体血浆相等的氯化钠溶液，其浓度用于两栖类时是0.67～0.70％，用于哺乳类时是0.85～0.90％。
医学上，生理盐水（也稱作盐溶液）指的是消毒过的氯化钠（NaCl，更常见的称法是盐水）溶液。但其只有使用静脉注射时才是无菌的，其他方式的生理盐水只是一种盐水溶液。这种无菌的溶液一般用于静脉注射、冲洗隐形眼镜和鼻腔冲洗。不同用途的配方中生理盐水也有不同的使用目的。生理盐水也在细胞生物学、分子生物学和生物化学实验中使用。

## 濃度
可依濃度分為低、標準和高濃度三種。其中，高濃度的生理食鹽水很少用於醫療，但卻經常使用於分子生物學的領域。

### 标准
标准浓度的生理盐水是指浓度为0.9%，即每公升水溶液含9克氯化钠。常被用作脱水或低血容量时的静脉注射。生理盐水是典型的人体血液第一替代溶液，因生理食鹽水與人體組織相近亦較容易被身體吸收，被认为是在需要大量补给时最安全的溶液。但临床上有快速注射而產生代谢性酸中毒的反应。注入生理盐水的量在很大程度上取决于病人的实际需要（例如，腹泻或心脏衰竭），但通常成人每天在1.5和3公升之间。
标准浓度的生理盐水还被用于冲洗皮肤伤口，不会有灼烧感和不良反应。

## 圖片

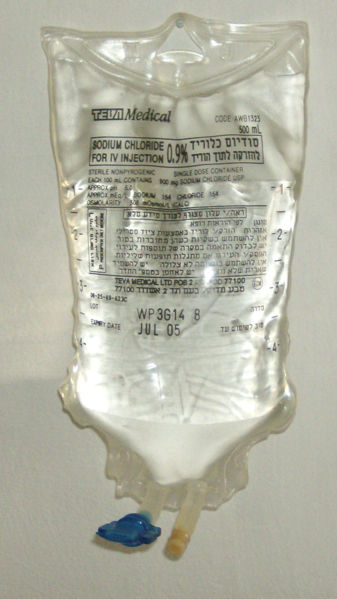
用于静脉注射的无菌生理盐水。
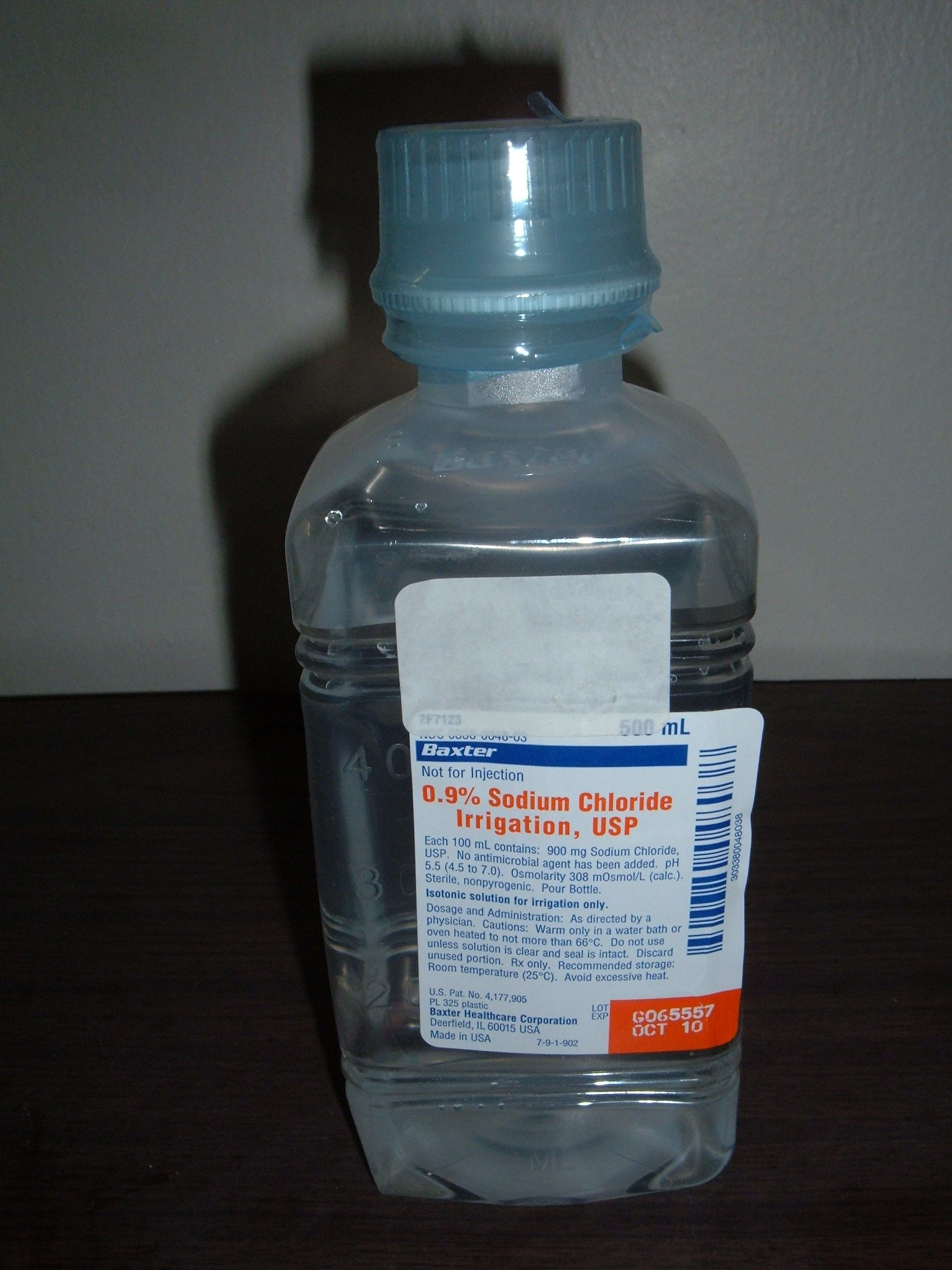
用于清洗伤口的生理盐水。

## 外部連結
- . Drug Information Portal. U.S. National Library of Medicine.   [2020-02-18]. （原始内容存档于2021-03-10）.